# Сексуальное намерение
«Сексуальное намерение» (англ. Sexual Intent) — американский художественный фильм 1994 года, снятый режиссёром Кертом Мак Карли. Фильм снят на пересечении различных жанров — драмы, триллера и детектива, также в нём присутствуют и эротические сцены. Главные роли в этом фильме исполнили Гэри Хадсон, Мишель Брин, Мэри Болдуин, Сара Хилл, Мария Фаральдо и Эрика Хауард.
Фильм изначально задумывался как низкобюджетный. Стоимость его съёмки должна была быть примерно в 10 раз меньше, чем для аналогичных фильмов.

## Сюжет
Фильм начинается рассказом нескольких женщин о своей сексуальной жизни. Выслушивает их красивая женщина, врач-психиатр. Она просматривает видеозаписи, которые прислали ей её пациентки.
Затем мы знакомимся с главным героем фильма — красивым парнем Джоном, брачным аферистом. Он встречается с женщинами, которым он нравится, входит к ним в доверие, обещает жениться и просто-напросто обирает их. Оказывается, он ненавидит женщин и мстит всему женскому полу за какие-то прошлые обиды.
Для того, чтобы избавиться от своей мании, Джон обращается к психиатру. Его психиатром оказывается та самая женщина, которая была показана в начале фильма. Она пытается помочь своему больному. Джон и её врач испытывают к друг другу сексуальное притяжение, но отношения между ними напряжены.
А в это время в городе женщины, которых соблазнил и обокрал Джон поочерёдно обращаются в полицию, чтобы та наказала мошенника. Но полицейским это сделать не удаётся. Тогда обманутые женщины собираются вместе и решают применить свои собственные методы «лечения» в отношении Джона.

## В ролях
- Гэри Хадсон — Джон
- Мишель Брин — Хэйден
- Сара Хилл — Джун
- Мэри Болдуин — Кати
- Кен Давитян — бармен
- Мария Фаральдо — Мария
- Эрика Ховард — Жюли
- Мило Флоэтер — Томми

## Интересные факты
- Режиссёр Керт Мак Карли нечасто снимает кино, он специализируется на независимых фильмах и обычно выступает одновременно как сценарист и продюсер своих фильмов.
- Актёр Гэри Хадсон обычно играет либо вьетнамских ветеранов, либо головорезов. В этом же фильме он сыграл роль сексуального соблазнителя.

## Другие названия
- Sexual Intent
- Сексуальное намерение
- Desiderio colposo
- Onda avsikter